# Photoscotosia prosphorosticha
Photoscotosia prosphorosticha là một loài bướm đêm trong họ Geometridae.